# Chiton salihafui
Chiton salihafui är en blötdjursart som beskrevs av Arthur Allman Bullock 1972. Chiton salihafui ingår i släktet Chiton och familjen Chitonidae. Inga underarter finns listade i Catalogue of Life.